# Agrilus fulgens
Agrilus fulgens é uma espécie de inseto do género Agrilus, família Buprestidae, ordem Coleoptera.
Foi descrita cientificamente por LeConte, 1860.